# Castromembibre
Castromembibre è un comune spagnolo di 84 abitanti situato nella comunità autonoma di Castiglia e León.